# Agathodes designalis
Agathodes designalis is een vlinder uit de familie van de grasmotten (Crambidae), uit de onderfamilie van de Spilomelinae. De wetenschappelijke naam van deze soort is voor het eerst voorgesteld door Achille Guenée in een publicatie uit 1854.
De voorvleugellengte is 14 tot 18 millimeter.
De soort komt voor in Cuba, Honduras, Nicaragua, Costa Rica, Brazilië, Ecuador, Peru en Argentinië.